# Hertogdom Olkusz-Siewierz
Het hertogdom Olkusz-Siewierz (Frans: Principauté de Sievers, Pools: Księstwa Olkusko-Siewierskiego) was een voormalig autonoom hertogdom binnen het groothertogdom Warschau.

## Geschiedenis
Napoleon Bonaparte creëerde op 30 juni 1807 het hertogdom door het voormalige hertogdom Siewierz te combineren met Olkusz. Het hertogdom had de status van majorat en viel onder de Franse wet. Bonaparte benoemde zijn maarschalk Jean Lannes als hertog van Siewierz, wiens zoon Louis Napoléon Lannes hem in 1809 opvolgde. Siewierz was in die tijd een goed ontwikkeld gebied met papiermolens en glasfabrieken, en hoefde geen belasting aan het Groothertogdom Warschau te betalen. Dit betekende dat Warschau een belangrijke inkomstenbron kwijt was geraakt. De hertog van Siewierz kreeg jaarlijks 100.000 francs uit de staatskas.
Het hertogdom werd in 1815, na het Congres van Wenen, door het Congres-Polen ingelijfd. De hertogen van Montebello bleven de adellijke titel 'prins van Siewierz' in hun naam dragen.

## Lijst van heersers

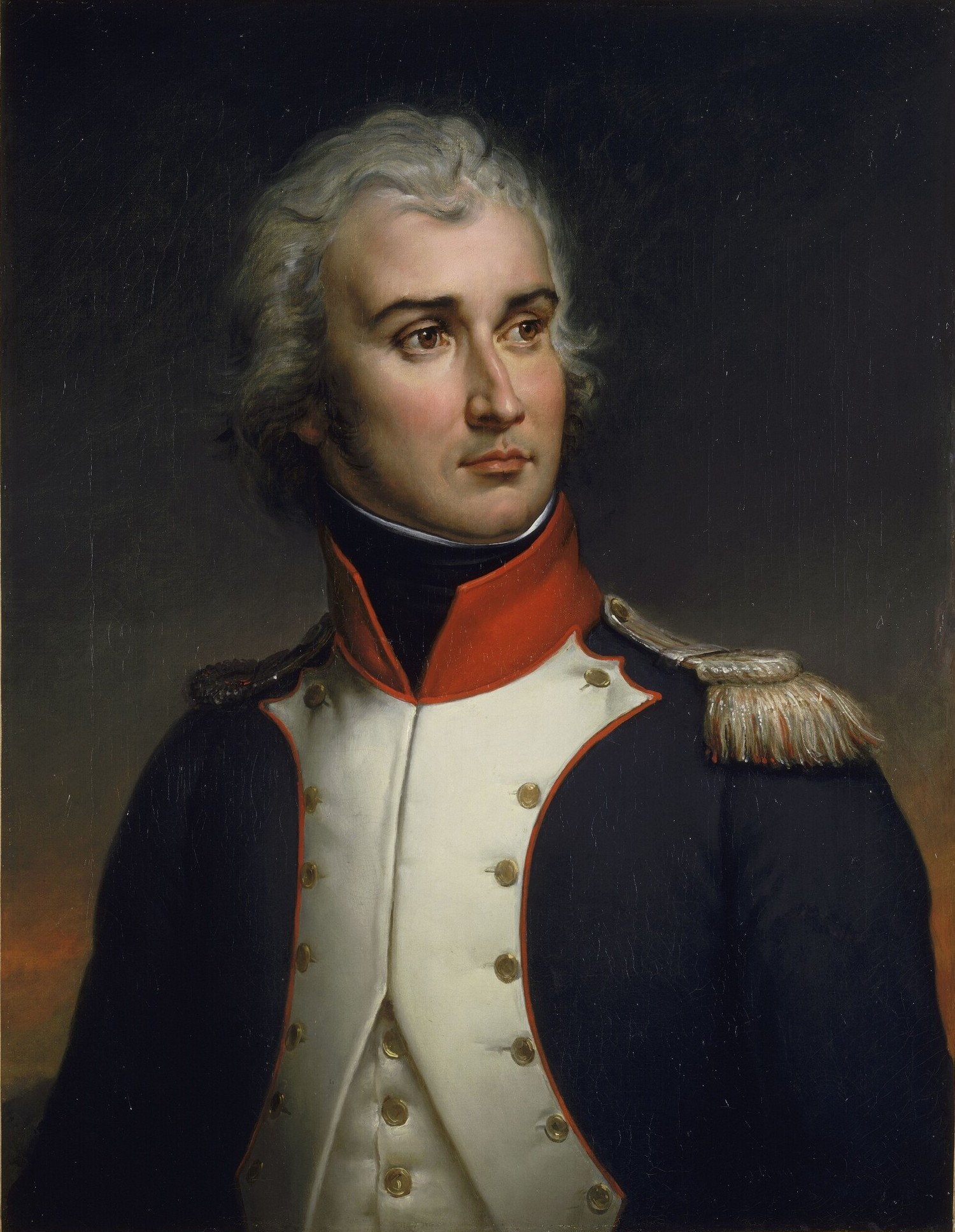
Maarschalk Jean Lannes

- 1e hertog van Montebello, prins van Siewierz, Jean Lannes (1807-1809)
- 2e hertog van Montebello, prins van Siewierz, Louis Napoléon Lannes (1809-1815)